# Reynhard Sinaga
Reynhard Tambos Maruli Tua Sinaga (Jambi, 19 de febrero de 1983) es un violador serial indonesio, considerado el agresor sexual más prolífico de la historia legal del Reino Unido. Fue encontrado culpable de haber abusado sexualmente de más 136 hombres jóvenes en Manchester (Inglaterra) entre 2015 y 2017. La jueza del tribunal lo describió como un sujeto "peligroso, profundamente perturbado y pervertido sin sentido de la realidad".
Tras asaltar sexualmente a los jóvenes se jactaba de los hechos en WhatsApp.
En enero de 2020 fue condenado a servir múltiples cadenas perpetuas con un mínimo de 30 años sin libertad condicional. Además, la jueza dijo que, en su opinión, "no debería ser puesto nunca en libertad".

## Vida
Sinaga nació en Jambi, Sumatra, Indonesia, en el seno de una familia católica. Luego de estudiar por un tiempo en la Universidad de Indonesia se mudó al Reino Unido como estudiante en agosto de 2007. 
Vivía cómodamente debido a que provenía de una familia adinerada y vivía como un hombre abiertamente gay no muy lejos del distrito gay de Manchester. Su madre asistió a la primera audiencia, pero se ausentó del resto de los juicios. Sinaga tuvo muchos novios a lo largo de su estadía en el Reino Unido.

## Asaltos sexuales
Usaba un modus operandi particular de esperar a hombres fuera de los bares nocturnos. Los invitaba a su apartamento, donde los drogaba con ácido γ-hidroxibutírico y luego los agredía sexualmente mientras estaban inconscientes. Filmaba las agresiones sexuales con su teléfono móvil y raramente usaba condón, aunque luego de su arresto dio negativo en el test de enfermedades de transmisión sexual.
La mayoría de sus víctimas eran hombres heterosexuales a los que Sinaga aspiraba a "convertir en homosexuales".

## Procedimientos legales y reacción de los padres de Sinaga
Durante los juicios se llegó a la conclusión de que Sinaga había asaltado sexualmente a por lo menos 195 hombres entre 2015 y 2017, pero fue finalmente convicto por 136 de ellos, 14 cargos de agresión sexual agravada, ocho cargos de intento de violación y un cargo de asalto por penetración.
Luego del veredicto, desde Indonesia, sus padres dieron opiniones divergentes. Su padre declaró que su hijo había obtenido "lo que merecía" y que "aceptamos el veredicto. Su condena va acorde a sus crímenes. No quiero hablar del caso nunca más".
Su madre declaró a un periódico británico que creía que la "última víctima se había inventado toda la historia" y que no estaba al tanto de que su hijo fuera homosexual. "Somos una buena familia cristiana que no creemos en la homosexualidad. Él es mi bebé", concluyó.